# Namjagbarwa
Der Namjagbarwa (tibetisch: „Blitzstrahl“) ist ein 7782 m hoher Gipfel des Himalaya.
Er befindet sich im Kreis Mêdog (me tog rdzong མེ་ཏོག་རྫོང། / Mòtuō Xiàn 墨脱县) im Regierungsbezirk Nyingchi des Autonomen Gebiets Tibet in der Volksrepublik China.
Der Namjagbarwa ist der am weitesten östlich gelegene Berg mit einer Höhe über 7600 m. Er liegt an der großen Biegung des Yarlung Zangbo (Brahmaputra-Oberlauf). Er wurde 1913 von F. M. Bailey auf seiner Tsangpo-Expedition als erstem Europäer gesehen. Im Norden dieser Biegung liegt der mit 7294 m kaum minder hohe Gyala Peri. Von 1976 bis zur ersten und bis heute einzigen Besteigung durch eine chinesisch-japanische Expedition mit Bianba Zaxi und anderen im Jahr 1992 war der Namjagbarwa der höchste unbestiegene Berg der Erde.
| Tibetische Bezeichnung                           |
| ------------------------------------------------ |
| Tibetische Schrift: གནམ་ལྕགས་འབར་བ།               |
| Wylie-Transliteration: gnam lcags ’bar ba        |
| Aussprache in IPA: [namtɕakpaːwa]                |
| Offizielle Transkription der VRCh: Namjagbarwa   |
| THDL-Transkription: Namchakbarwa                 |
| Andere Schreibweisen: Namcha Barwa, Namche Barwa |
| Chinesische Bezeichnung                          |
| Traditionell: 南迦巴瓦峰                         |
| Vereinfacht: 南迦巴瓦峰                          |
| Pinyin:Nánjiābāwǎ Fēng                           |